# Ford Kent
Ford Kent bezeichnet eine Motorenbaureihe von Ford, die 1959 im Ford Anglia 105E erstmals vorgestellt wurde. Der Kent wurde mit kleinen Veränderungen bis 2002 gebaut und ist damit einer der am längsten gebauten Motoren. Die 1,6-Liter-Variante wurde 1983 durch den CVH ersetzt, die 1,1-Liter-Variante entfiel 1996 und die 1,3-Liter-Variante wurde als letzter Motor der Baureihe 2002 durch den Zetec-Rocam ersetzt.

## Geschichte

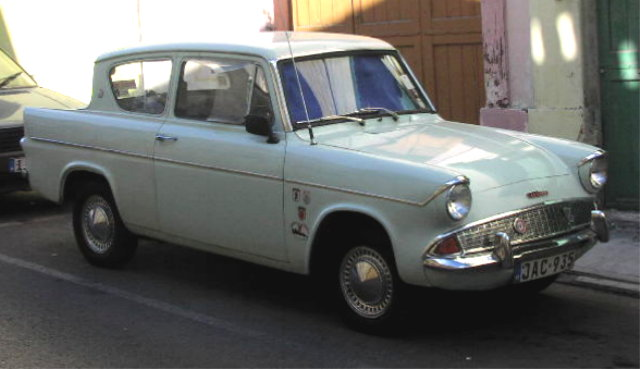
Ford Anglia 105E

Der Motor wurde für den Ford Anglia 105E entwickelt und ab 1959 produziert. Der Name stammt von der Grafschaft Kent im Südosten Englands, da Allan Worters, der leitende Ingenieur der Motorenabteilung, aus Kent stammte. Die Motoren waren anfangs noch mit einem Gegenstromzylinderkopf ausgestattet und wurden mit einem Hubraum von 997, 1339, 1498 und später mit 1198 und 1297 cm³ angeboten. Aufgrund des Zylinderkopfes werden diese Motoren pre-crossflow genannt. Der Block mit 1,5 Liter Hubraum war auch die Basis für den Lotus Twin-Cam-Motor, der im Vereinigten Königreich in kleiner Stückzahl im Ford Escort der ersten Baureihe angeboten wurde.
1967 wurde der Zylinderkopf geändert, die Querstromzylinderköpfe gaben dem Motor den Namen crossflow, auch um ihn von den pre-crossflow-Varianten zu unterscheiden. Die ersten Motoren mit den Blöcken des Typs 681F hatten einen Hubraum von 940, 1098, 1298 und 1599 cm³. Es folgten die Typen 691M, 701M, sowie A711 und A711M. Der Motorblock des 711 wurde komplett überarbeitet. Die Wandstärken wurden erhöht, die Hauptlager geändert, die Stoßstangen und die Nocken der Nockenwelle vergrößert sowie die Höhe des Blockes geändert. Der 711 gilt als der zuverlässigste Motor der Kent-Motoren bis Anfang der 1980er Jahre.

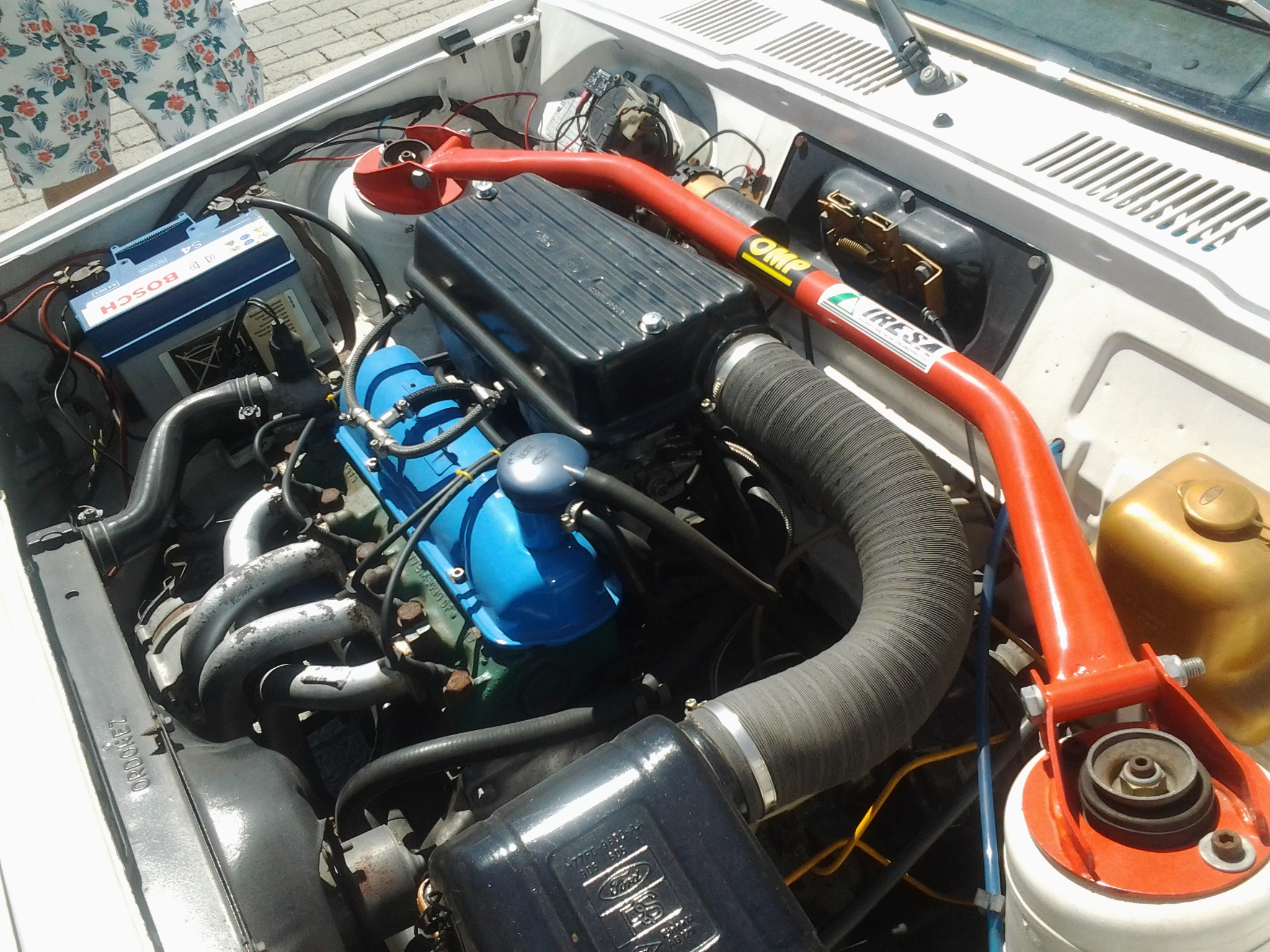
1,1-Liter-Valencia in einem Fiesta 1100 X

1976 wurde der Kent-Motor für den Quereinbau im Motorraum des neuen Kleinwagens Ford Fiesta angepasst. Der Motor wurde dazu um 30 mm gekürzt und die Anzahl der Hauptlager von fünf auf drei reduziert. Die Motoren hießen von da an Valencia. Obwohl die grundlegende Konstruktion gleich geblieben ist, können durch die umfangreichen technischen Änderungen kaum Teile zwischen den Motortypen getauscht werden. Der Valencia wurde anfangs mit 957 und 1117 cm³ Hubraum angeboten. Die 1,6-Liter-Variante wurde exklusiv in Nordamerika vertrieben, die 1,3- und 1,6-Liter-Varianten in Europa – unter anderem im Fiesta XR2 der ersten Baureihe – waren weiterhin Kent crossflow-Motoren. Um die Motoren in den Motorraum des Fiesta einbauen zu können, wurde die Kurbelwelle gekürzt und ein anderer Stirndeckel verwendet. 1986 folgte ein Valencia mit 1297 cm³ Hubraum, um den 1,3-Liter-CVH im Escort der vierten Baureihe zu ersetzen. Im Fiesta der zweiten Baureihe wurde der 1,3-Liter-Valencia nicht angeboten, der 1,3-Liter-CVH wurde 1986 direkt durch den neueren 1,4-Liter-CVH ersetzt.

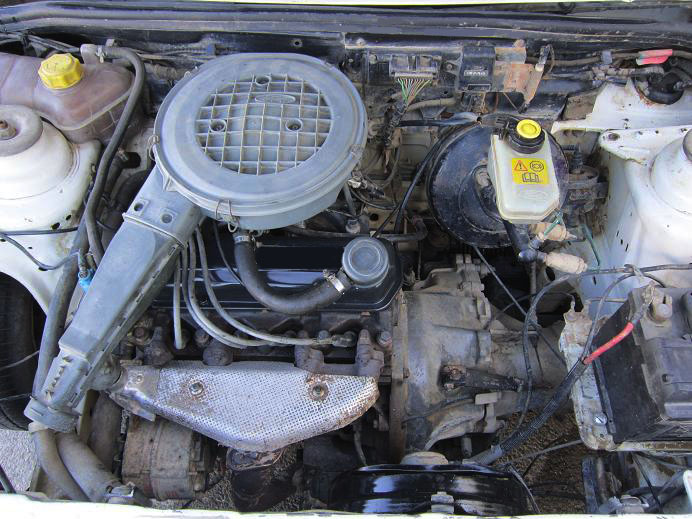
HCS in einem Ford Fiesta ’89

Mit Erscheinen der dritten Baureihe des Ford Fiesta wurde der neue HCS vorgestellt. Diese Weiterentwicklung des Valencia – die deshalb auch Valencia-HCS (High Compression Swirl; hohe Verdichtung, verwirbelt) heißt – hatte einen anderen Zylinderkopf mit geänderten Brennräumen und Einlasskanälen, die Anzahl der Hauptlager wurde wieder von drei auf fünf erhöht. Serienmäßig waren Einspritzanlagen und eine elektronisch gesteuerte Zündanlage („Ford-EDIS“) mit zwei Doppelfunkenzündspulen in einem Gehäuse, um modernen Abgasvorschriften zu genügen. Ab Anfang 1989 wurden die Motoren auch im Ford Escort und im Ford Orion verwendet. In Ländern mit weniger strengen Abgasrichtlinien kamen vereinzelt auch HCS mit Vergasern und mechanischen Zündverteilern zum Einsatz. Der Motor war mit 999, 1118 und 1297 cm³ verfügbar.
In der vierten und fünften Baureihe des Fiesta wurde der Motor in Endura-E umbenannt, die Technik blieb im Vergleich zum HCS weitestgehend unverändert. Der Motor war ausschließlich mit 1297 cm³ verfügbar und wurde auch im Ford Ka und im Escort/Orion angeboten. Mit Vorstellung der sechsten Baureihe des Fiesta 2002 endete damit auch die Produktion der Kent-Motoren. Im Fiesta und im KA wurden diese durch den Zetec-S(E) sowie den Zetec-Rocam ersetzt. Im neuen Ford Focus kam der Endura nicht mehr zum Einsatz.

## Technik

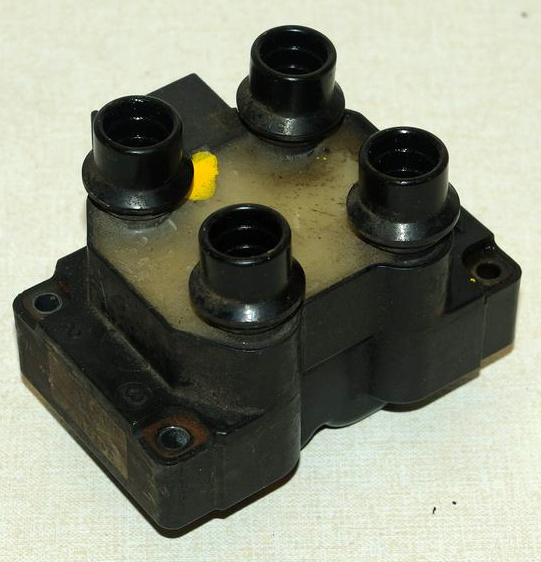
Ford EDIS Doppelfunkenzündspule, erste Generation

Der Kent-Motor und der von ihm abgeleitete Valencia sind Vierzylinder-Ottomotoren mit drei- oder je nach Hubraumvariante auch fünffach gelagerter Kurbelwelle und hängenden Ventilen. Die Nockenwelle sitzt im Motorblock – seitlich neben der Kurbelwelle – und wird über eine Steuerkette angetrieben. Nebenaggregate wie die Lichtmaschine und die Wasserpumpe und später auch der Klimakompressor und die Pumpe für die Servolenkung werden je nach Baujahr über einen Keilriemen oder einen Flachrippenriemen angetrieben. Die Ventile werden über Stößel, Stoßstangen und Kipphebel betätigt, das Ventilspiel lässt sich mechanisch über Schrauben an den Kipphebeln einstellen. Motorblock und Zylinderkopf bestehen aus Grauguss. Die ersten Motoren zwischen 1959 und 1967 hatten noch einen Gegenstromzylinderkopf, danach gab es ausschließlich Querstromzylinderköpfe („Kent-crossflow“). Alle Motoren haben eine Bohrung von 80,96 mm und je nach Hubraum Kurbelwellen mit anderem Hub. Sie sind als Kurzhuber ausgelegt. Die Flügelzellen-Ölpumpe ist zusammen mit dem Ölfilter für eine einfachere Wartung außen am Motorblock angeflanscht.
Die Valencia-Varianten ab 1976 haben eine kompaktere Bauform und nur drei anstatt fünf Hauptlager, weisen ansonsten aber das gleiche Konstruktionsprinzip wie die ursprünglichen Kent-crossflow-Motoren auf. Die Bohrung ist auf 74,0 mm reduziert.
Ab 1989 wurden die Valencia-Motoren überarbeitet, um modernen Abgasvorschriften zu genügen. Wegen eines geänderten Brennraums hießen die Motoren von da an HCS (high compression swirl, engl. für hochverdichtete Verwirbelung) und sind in der Regel mit Einspritzanlagen, modernen elektronisch gesteuerten Zündanlagen mit Doppelfunkenspulen und einem geregelten Katalysator ausgestattet. Die Bohrung der 1,0- und 1,1-Liter-Variante wurde weiter auf 68,7 mm reduziert, die Bohrung der 1,3-Liter-Variante blieb unverändert. Anders als die Valencia-Motoren sind die HCS-Motoren wieder mit fünf Kurbelwellenlagern ausgerüstet. Die Konstruktion des Motors wurde bis zur Einstellung der Produktion 2002 beibehalten, geändert wurden Steuerungselektronik und Anbauteile, um die Fortschritte bei der Abgasreinigung umzusetzen.

## Motorsport

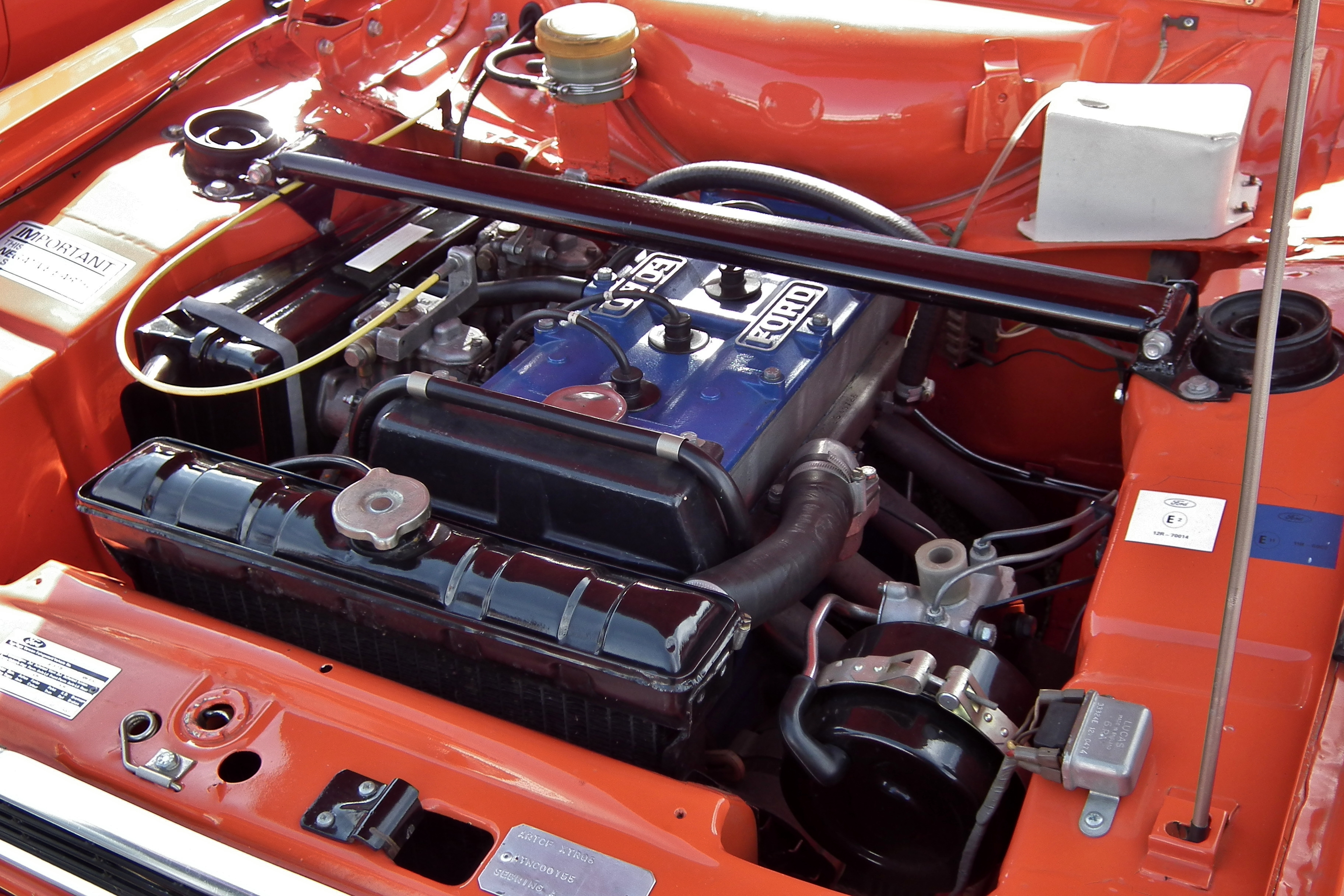
BDA-Motor in einem Escort RS1600

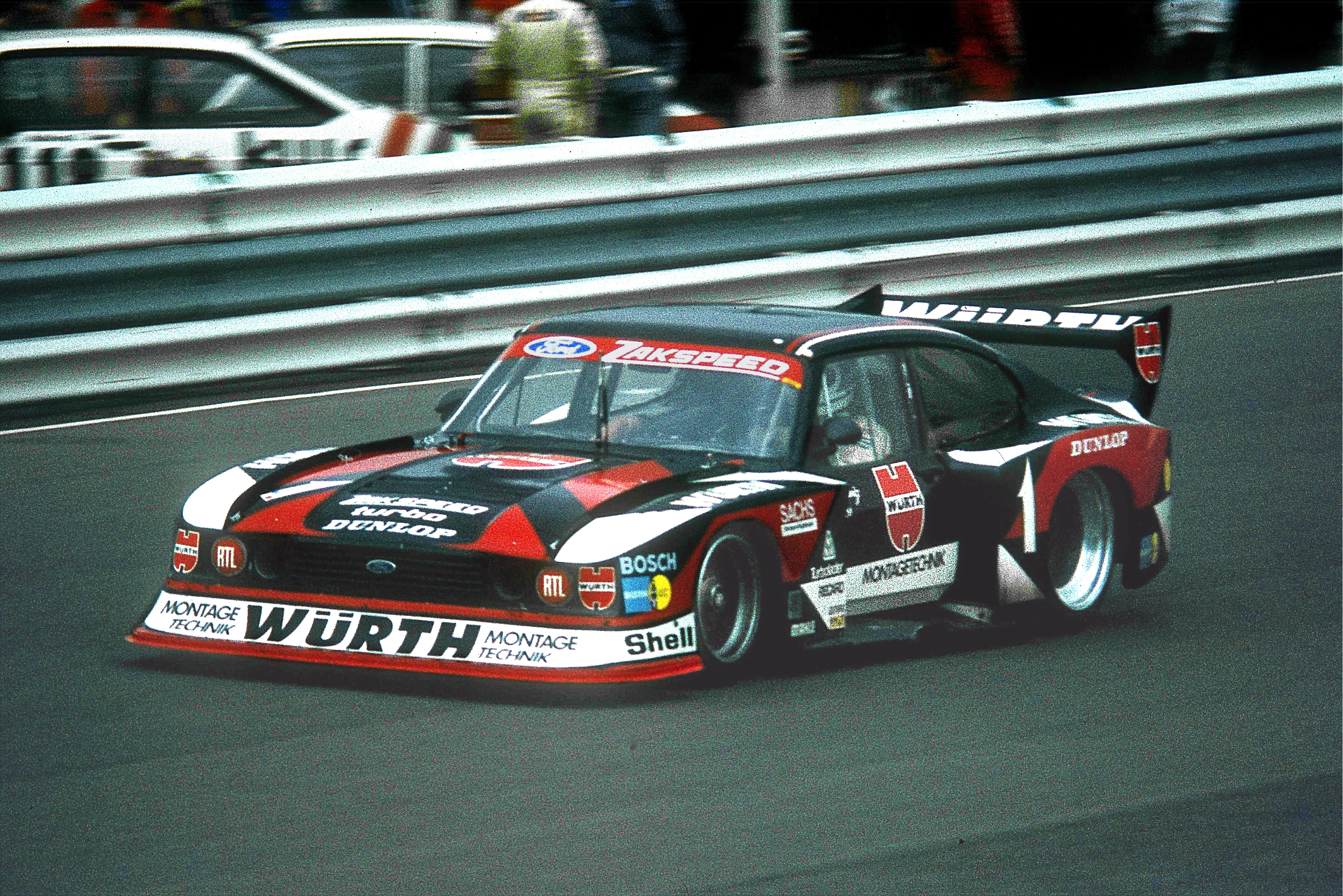
Ford Capri Turbo (DRM)

Der Kent-Motor war im Motorsport sehr erfolgreich, jedoch wurde der Motor dort meist nicht in seiner ursprünglichen Form verwendet. Cosworth hat sich bereits früh auf die Entwicklung von Zylinderköpfen mit Vierventiltechnik für Serienmotoren spezialisiert. Auf den wenig verbreiteten FV folgte der sehr erfolgreiche Cosworth BD mit vier Ventilen pro Zylinder. Es handelte sich dabei um einen zweiteiligen Zylinderkopf aus Leichtmetall mit zwei obenliegenden Nockenwellen und vier Ventilen pro Zylinder. Die Nockenwellen werden nun über einen Zahnriemen von der Kurbelwelle angetrieben, die seitliche Nockenwelle wird nur noch als Nebenwelle für den Antrieb von Ölpumpe und Verteiler verwendet. Ab Werk wurden die Motoren nur im Escort der ersten Baureihe als Escort RS1600 und in der zweiten Baureihe als Escort RS1800 verbaut. Diese Fahrzeuge wurden ausschließlich als Rechtslenker gebaut und im Vereinigten Königreich verkauft. Mit dem RS1800 wurden Björn Waldegård 1979 und Ari Vatanen 1981 Rallye-Weltmeister. Der Hubraum des RS1800 wurde auf 2 Liter vergrößert, der Motor leistete so rund 180 kW (ca. 250 PS) bei 7.000 min−1. Ebenfalls für die Rallye-Weltmeisterschaft wurde der Ford Escort RS1700T mit einem turboaufgeladenen 1,7-Liter-BDT entwickelt, dieses Fahrzeug mit Hinterradantrieb wurde jedoch vor Fertigstellung zugunsten des nach Gruppe-B-Reglements gebauten Ford RS200 aufgegeben. Für den RS200 wurde der BDT mit Turbolader übernommen, in der kurzen Einsatzzeit in der Weltmeisterschaft zwischen 1984 und 1986 erreichte der RS200 eine Podiumsplatzierung.
Der BD sollte außerdem während der Turbo-Ära in der Formel 1 den DFV ersetzen, erwies sich aufgrund der Konstruktion der thermischen Belastung und den hohen Drehzahlen nicht gewachsen.
Zakspeed verwendete einen vom BD abgeleiteten Motor im Escort und im Capri Turbo in der DRM und gewann damit unzählige Laufsiege. Mit dem Escort gewann Zakspeed von 1973 bis 1976 vier Mal in Folge den Meistertitel und mit Klaus Ludwig im Capri in der Saison 1981. Die – abhängig vom Einsatzjahr – mit einem oder zwei Turboladern von KK&K aufgeladenen Motoren des Capri leisteten aus 1,4 oder 1,7 Liter Hubraum bis zu 441 kW (600 PS) bei 9000 min−1.
Der Kent mit 1,6 Liter Hubraum wurde auch in der Formel Ford verwendet. Die Motoren leisteten etwa 85 kW (115 PS) bei 7000 min−1.

## Weitere Verwendung
Neben dem Einsatz in Serienfahrzeugen und bei Motorsportengagements von Ford fand der Kentmotor auch in Fahrzeugen anderer Hersteller Verwendung. Diese übernahmen zum Teil auch nur den Motorblock, um diesen mit anderen Zylinderköpfen, wie dem Lotus Twin-Cam oder dem Cosworth BD einzusetzen. So findet sich der Kentmotor u. a. auch in Straßen- und Rennfahrzeugen von Donkervoort, Westfield Sportscars, der Ford-Tochter Mercury, Lotus Cars, TVR, Sylva Autokits, Dri-Sleeve Car, Brabham und McNamara Racing. De Tomaso verwendete für seinen ersten Straßensportwagen, den De Tomaso Vallelunga, einen 1,5-Liter-Kentmotor. Ausgestattet mit einem eigens entwickelten Leichtmetallzylinderkopf, einer höheren Verdichtung und zwei Doppelvergasern von Weber leistete der als Mittelmotor eingebaute Kent 74 kW (100 PS).